# Albany Rural Cemetery

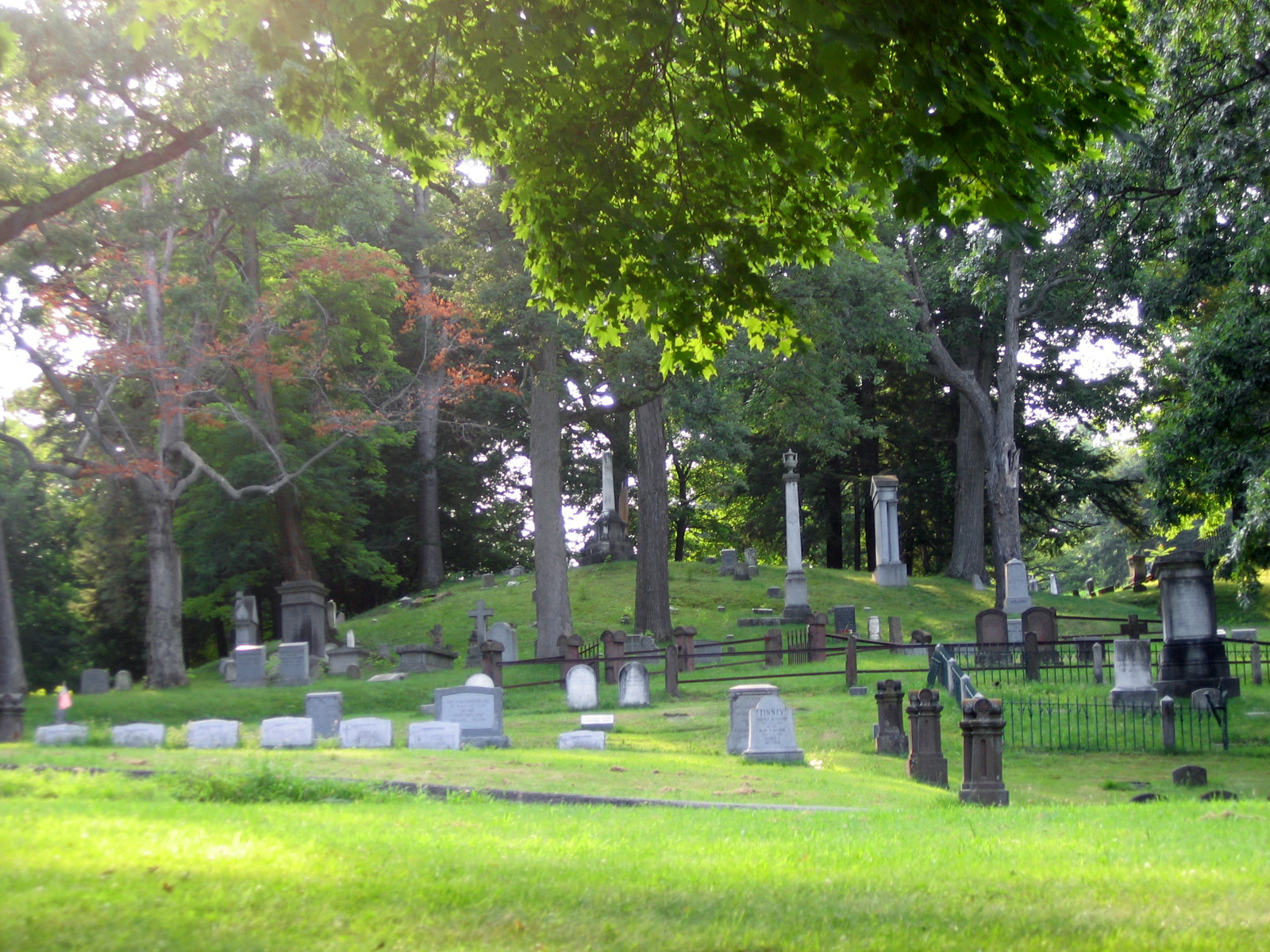
Albany Rural Cemetery

Der Albany Rural Cemetery wurde am 7. Oktober 1844 in der Stadt Colonie (New York) errichtet, gerade außerhalb von Albany, New York. Er gilt als einer der schönsten und idyllischen Friedhöfe (engl. Cemetery) in den Vereinigten Staaten. Viele historische, amerikanische Persönlichkeiten sind dort beerdigt. Am 25. Oktober 1979 wurde der Friedhof in das National Register of Historic Places mit der Nummer 79001566 aufgenommen.

## Bedeutende Grabstellen
1886 wurde der 21. Präsident der Vereinigten Staaten Chester A. Arthur auf dem Albany Rural Cemetery in der Parzelle 8, Abschnitt 24 zusammen mit seiner Ehefrau Ellen Lewis Herndon Arthur, die bereits 1880 verstorben war, beigesetzt. Sein Denkmal wurde von Ephraim Keyser entworfen und am 15. Juni 1889 eingeweiht. Freunde des früheren Präsidenten steuerten einen Fonds bei, der 10.000 US-Dollar bereitstellte für das Denkmal sowie eine Statue, die in New York City errichtet wurden.
John Van Buren, Sohn von Präsident Martin Van Buren, ist zusammen mit seiner Ehefrau Harriet beigesetzt. Der als „Prince John“ bekannte John Van Buren starb am 13. Oktober 1866 auf See, während einer Reise von Liverpool nach New York. Sein Grabstein in Parzelle 28, Abschnitt 62 ist durch ein Kreuz aus italienischem Marmor gekennzeichnet.
Eine 11 Meter hohe Dorische Säule bei Parzelle 2, Abschnitt 29 gedenkt General Philip Schuyler, Generalmajor in der Kontinentalarmee, Delegierter im Kontinentalkongress und einer von den ersten zwei gewählten US-Senatoren aus New York.
Der letzte Patroon, General Stephen Van Rensselaer, der 1839 starb, war der Gründer der Scientific School, welche später das Rensselaer Polytechnic Institute wurde. Sein Grabstein befindet sich bei Parzelle 1, Abschnitt 14. Ferner liegt in derselben Grabstelle William Paterson, US-Senator und Gouverneur von New Jersey und ein Unterzeichner der Verfassung der Vereinigten Staaten. Paterson bekleidete bis zu seinem Tod 1806 den Posten als beisitzender Richter am Obersten Gerichtshof der Vereinigten Staaten.

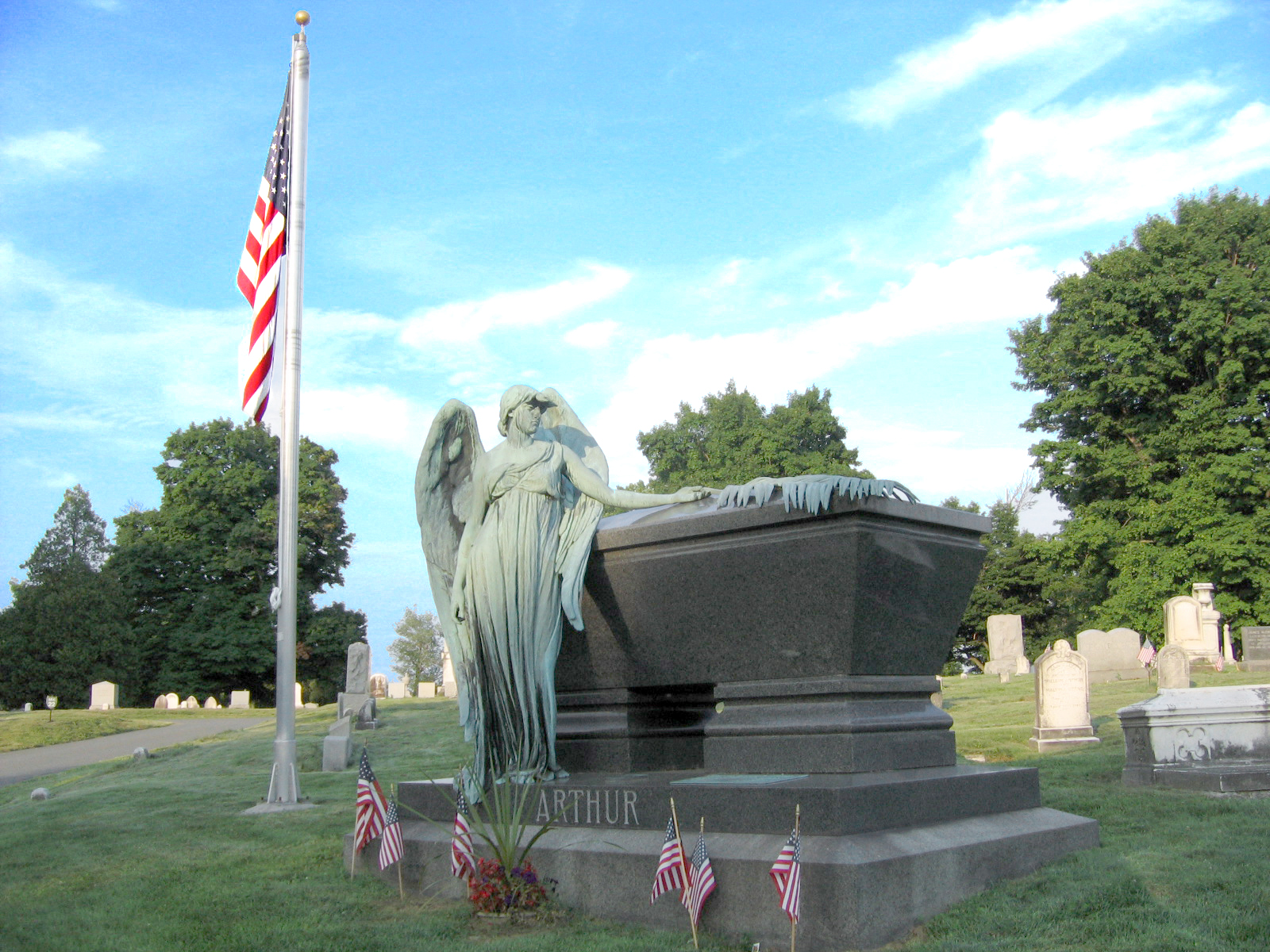
Grabstein von Präsident Chester A. Arthur

Daniel Manning, der 1887 starb, war ein Journalist, Politiker und Bankier sowie Finanzminister unter Präsident Grover Cleveland. Sein Grabstein befindet sich in Parzelle 5, Abschnitt 27.

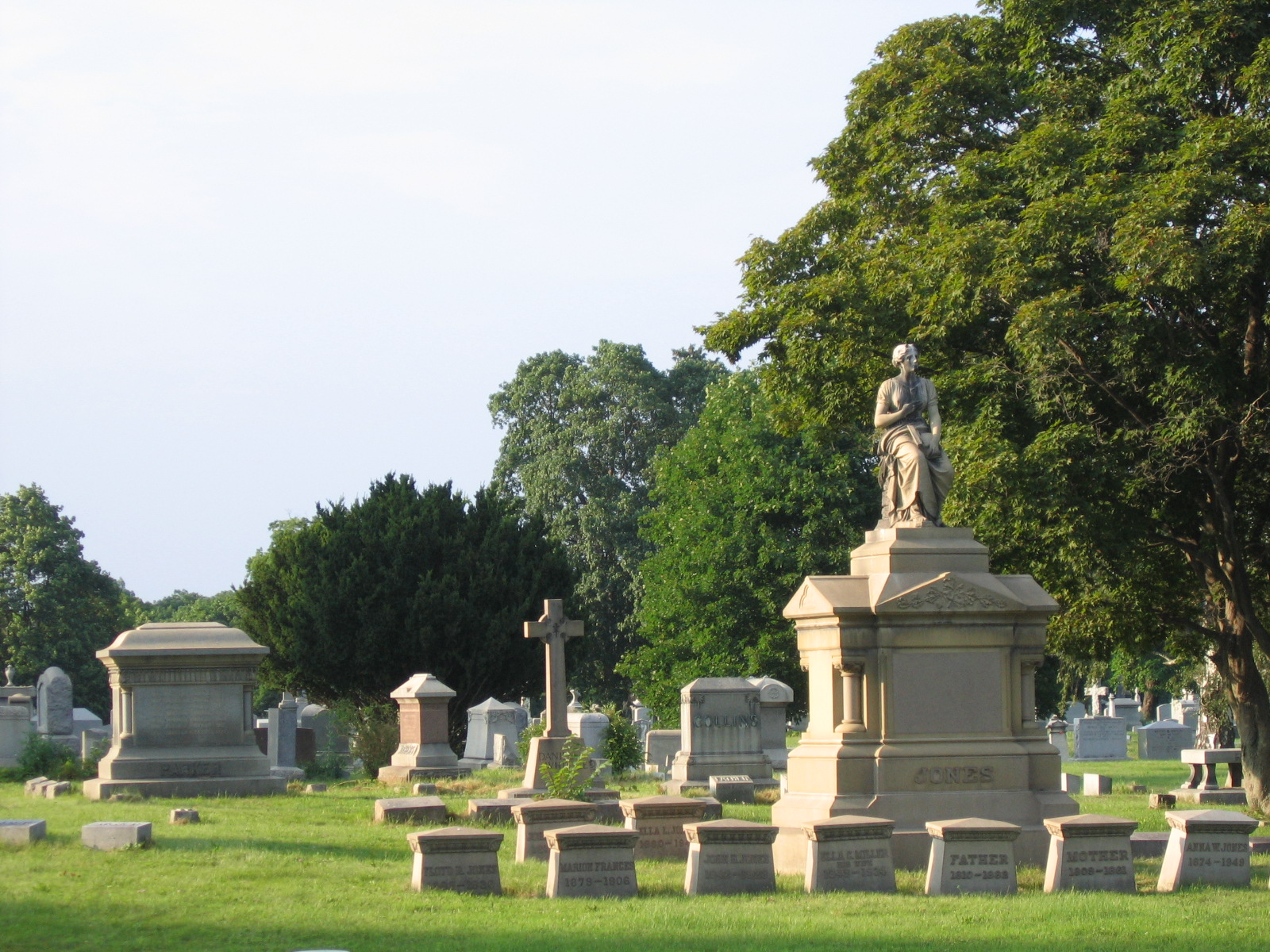

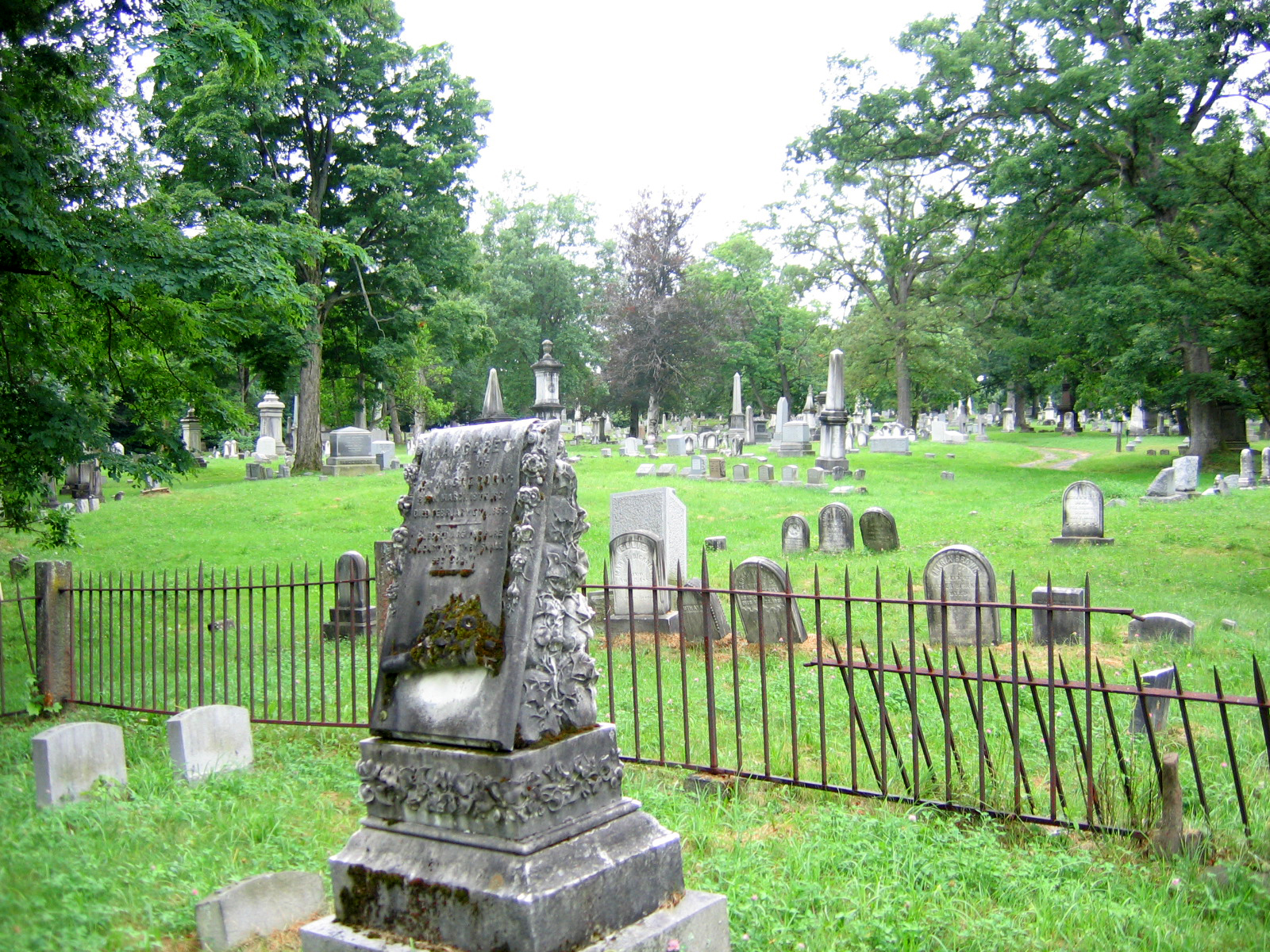
Grabstein von Margaret Gregory

Erastus Dow Palmer, ein berühmter Bildhauer, liegt in Parzelle 15, Abschnitt 34. Er arbeitete in einem Atelier in Albany, wo er viele Jahre lang Plastiken und Porträtbüsten anfertigte, bevor er 1904 starb. Er fertigte zwei Statuen, die Robert Livingston Statue und "Peace in Bondage", beide heute im US-Kapitol in Washington, D.C. ausgestellt. Einige von Palmers Arbeiten zieren Markierungen auf dem Friedhof, eine von diesen trägt den Namen "The Angel at the Sepulchre", welche sich in Parzelle 1, Abschnitt 31 oder Banks Grabstelle befindet. Palmer entwarf auch das Granitdenkmal für das Grab von William L. Marcy, einem US-Senator und dreimaligen Gouverneur von New York. Das Denkmal befindet sich in der Parzelle 94, Abschnitt 62. Marcy diente auch als US-Kriegsminister unter Präsident James K. Polk und als Außenminister unter Präsident Franklin Pierce. Als er 1857 starb, setzte die Verwandtschaft durch, hier begraben zu werden, da Marcy "oft den Wunsch geäußert hätte, dort begraben zu werden, wo er soviel Zeit verbracht hatte beim Lesen und Nachdenken."
Auf einer kreisförmigen Grabstelle in der Parzelle 2, Abschnitt 31 befindet sich die Grabstätte von Erastus Corning, Gründer und Präsident der New York Central Railroad. Sein Urenkel Erastus Corning III., der 41 Jahre lang Bürgermeister von Albany war und 1983 starb, ist ebenfalls in der Familiengrabstelle beigesetzt.
Das Familiengrab der Peckham in Parzelle 19, Abschnitt 11 beinhaltet die sterblichen Überreste von Rufus Wheeler Peckham, einen beisitzender Richter am Obersten Gerichtshof der Vereinigten Staaten, und seines Bruders, Wheeler Hazard Peckham, einen prominenten Rechtsanwalt aus New York City und einen erfolglosen Kandidaten für einen Richterposten am Supreme Court. Ferner umfasst die Grabstelle ein Kenotaph ihres Vaters, Richter am New York Court of Appeals und Kongressabgeordneten, Rufus Wheeler Peckham (1809–1873), der auf See verschollen ist.
Das Familiengrab der Spencer beinhaltet die sterblichen Überreste von John Canfield Spencer, US-Kriegsminister und US-Finanzminister unter Präsident John Tyler und erfolgloser Kandidat für einen Richterposten am Supreme Court. Sein Vater, Ambrose Spencer, ein prominenter Rechtsanwalt aus New York, Richter und Politiker, ist ebenfalls in der Nähe beigesetzt.

## Galerie

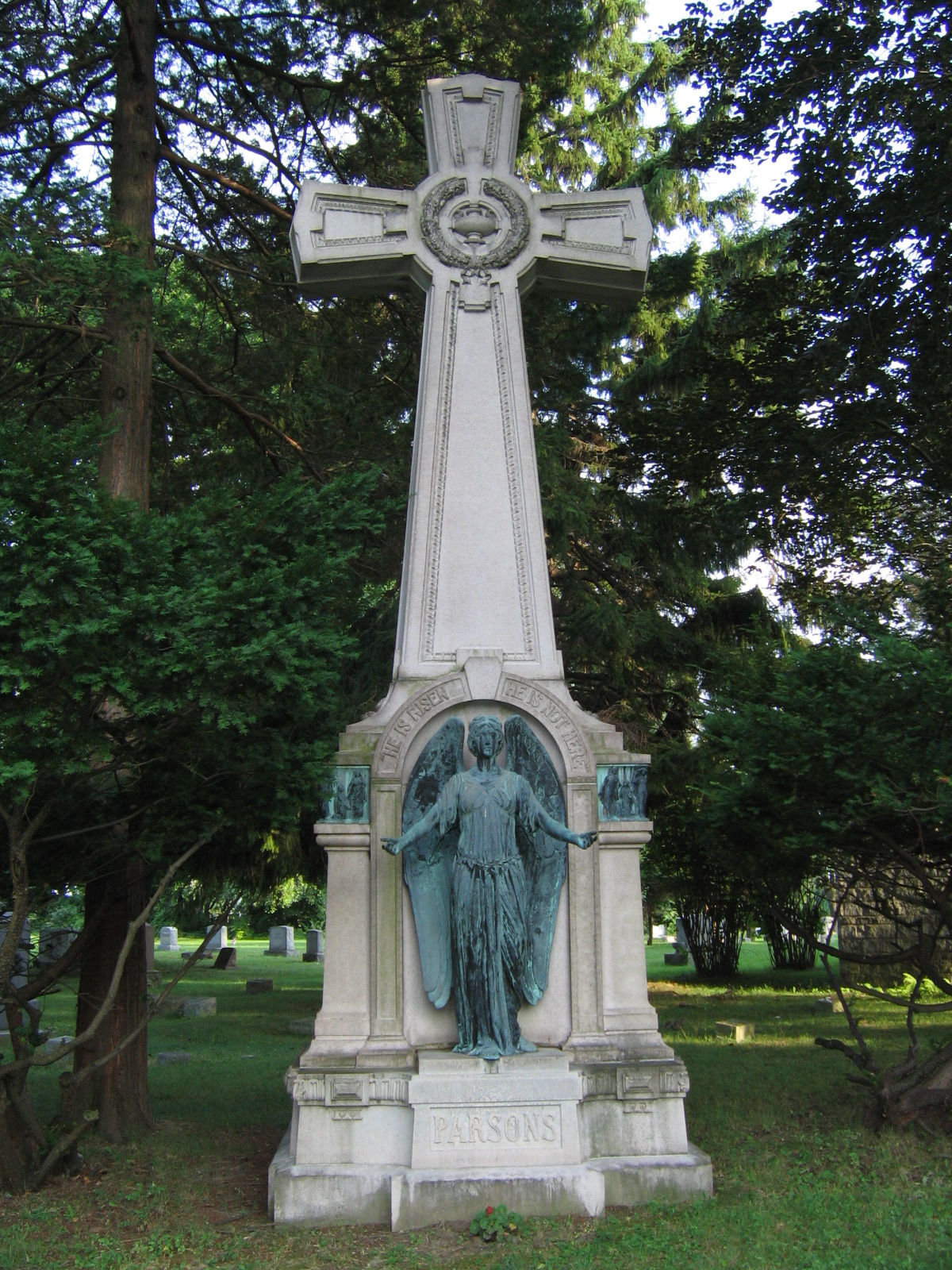
Engelskulptur auf dem Familiengrabstein der Parsons
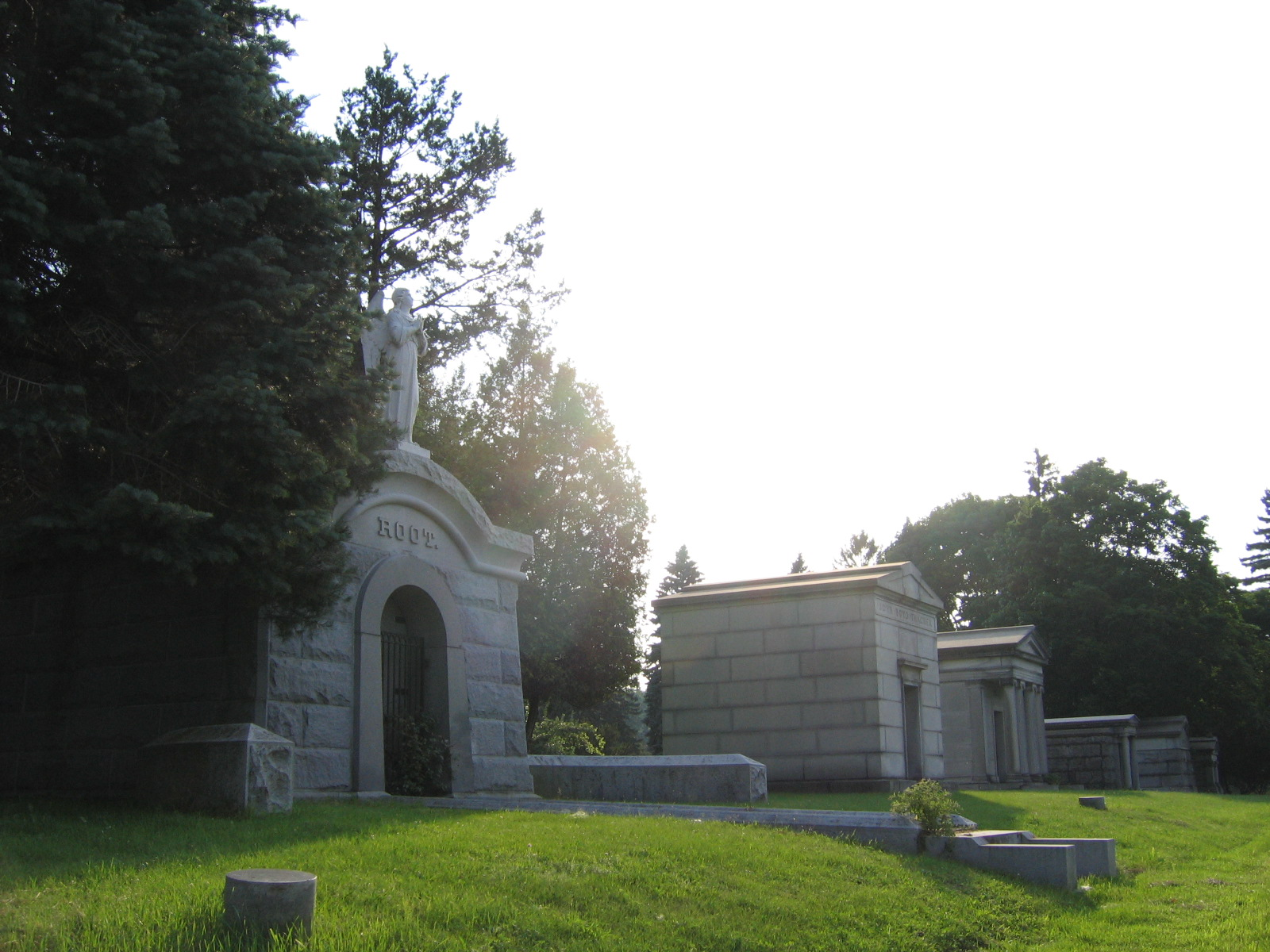
Mausoleen
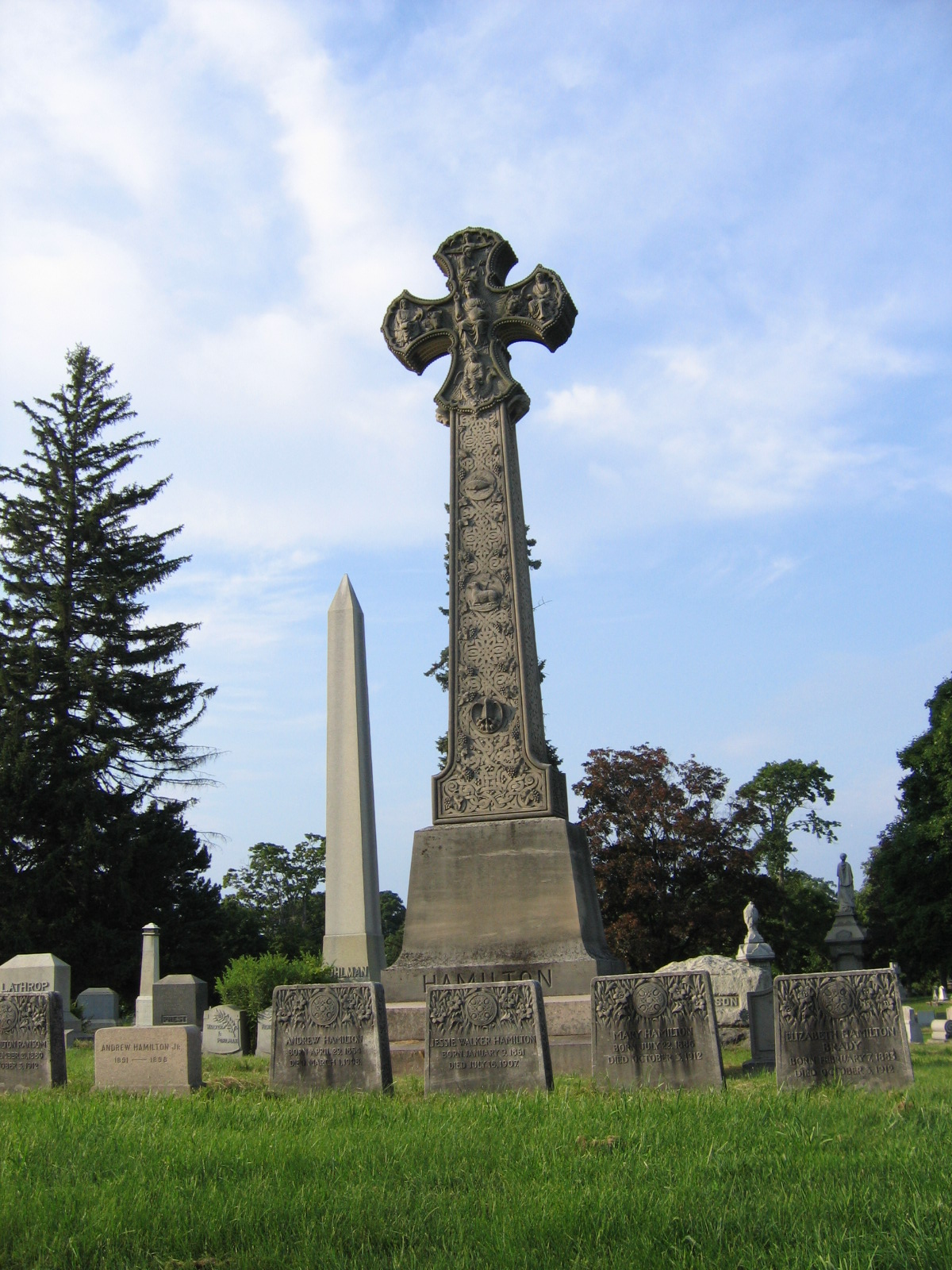
Familienkreuz der Hamilton
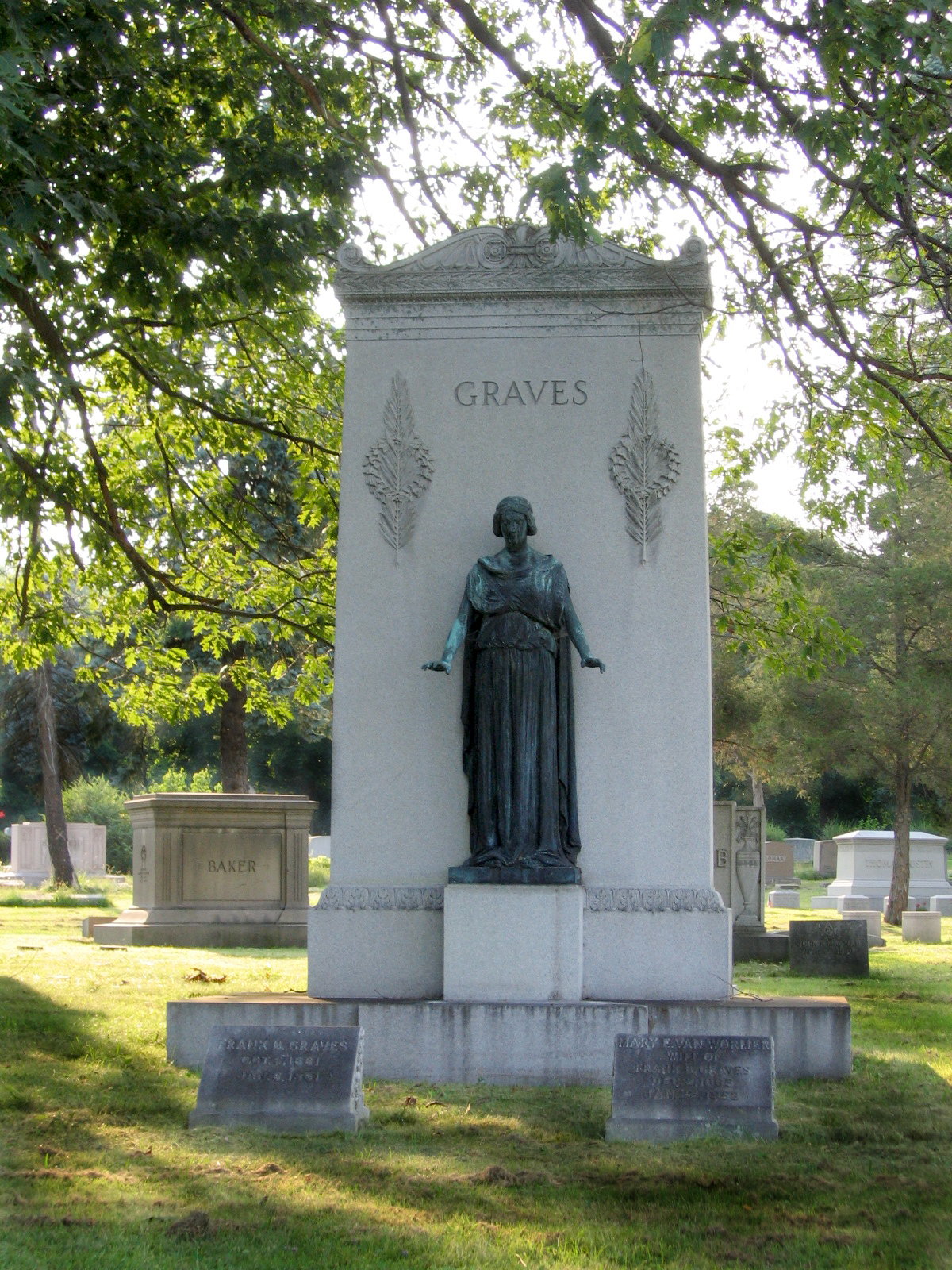
Familiengrabstein der Graves